# Anaeomorpha
Genre
Anaeomorpha est un genre d'insectes lépidoptères de la famille des Nymphalidae et de la sous-famille des Charaxinae qui ne comprend qu'une seule espèce résidant en Amérique du Sud.

## Liste d'espèces
Selon BioLib (1 janvier 2021) :
- Anaeomorpha splendida Rothschild, 1894 ; présent en Colombie, au Pérou et en Équateur.

## Source
- « Anaeomorpha », sur funet.fi (consulté le 8 juillet 2012)

1. ↑  BioLib, consulté le 1 janvier 2021.